# Calliostoma hedleyi
Calliostoma hedleyi is een slakkensoort uit de familie van de Calliostomatidae. De wetenschappelijke naam van de soort is voor het eerst geldig gepubliceerd in 1902 door Pritchard & Gatliff.